# Chaouinigane (division sénatoriale canadienne)
Ne doit pas être confondu avec Shawinigan (conseil législatif).
Division du Sénat du Canada
Chaouinigane est une division sénatoriale du Canada.

## Géographie
Son territoire est un long et étroit corridor géographique s'étalant au nord-ouest de Trois-Rivières, en Mauricie.

## Liste des sénateurs
| Mandat | Mandat                                                        | Sénateur                 | Parti                             | Nommé par           |
| ------ | ------------------------------------------------------------- | ------------------------ | --------------------------------- | ------------------- |
|        | 23 octobre 1867 - 30 mai 1888                                 | James Ferrier            | Conservateur                      | Proclamation royale |
|        | 9 février 1891 - 20 juin 1927                                 | Hippolyte Montplaisir    | Libéral-conservateur              | Macdonald           |
|        | 14 décembre 1927 - 20 juin 1933                               | Philippe-Jacques Paradis | Libéral                           | King                |
|        | 15 août 1935 - 15 mai 1940                                    | Charles Bourgeois        | Conservateur                      | Bennett             |
|        | 18 avril 1945 - 18 avril 1951                                 | Charles-Édouard Ferland  | Libéral                           | King                |
|        | 12 octobre 1957 - 6 août 1972                                 | Léon Méthot              | Progressiste-conservateur         | Diefenbaker         |
|        | 5 octobre 1973 - 3 avril 1997                                 | Maurice Riel             | Libéral                           | P. Trudeau          |
|        | 8 avril 1997 - 7 septembre 2011                               | Lucie Pépin              | Libéral                           | Chrétien            |
|        | 6 janvier 2012 - 22 avril 2019 (date de retraite obligatoire) | Ghislain Maltais         | Conservateur                      | Harper              |
|        | 23 juillet 2019 -                                             | Tony Loffreda            | Groupe des sénateurs indépendants | Justin Trudeau      |